# Egyházashollós
Egyházashollós là một thị trấn thuộc hạt Vas, Hungary. Thị trấn này có diện tích 19,04 km², dân số năm 2010 là 548 người, mật độ 29 người/km².